# Nadschla al-Mangusch

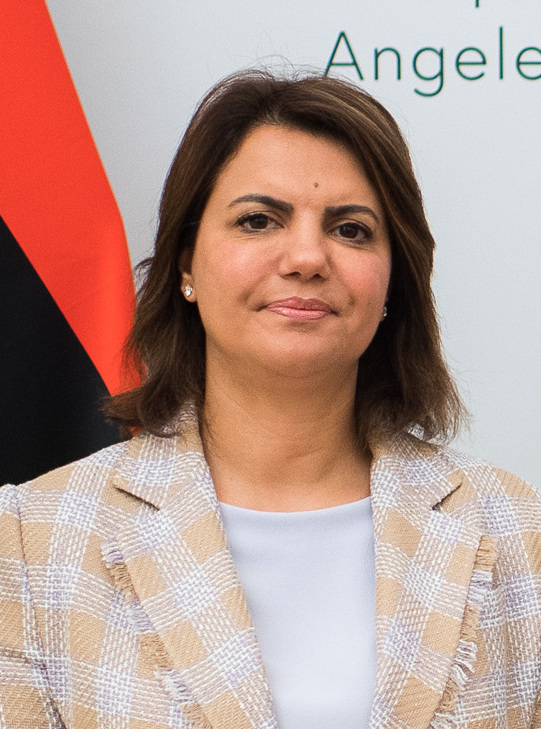
Nadschla al-Mangusch

Nadschla Mohammed al-Mangusch (arabisch نجلاء محمد المنقوش, DMG Naǧlāʾ Muḥammad al-Manqūš; * 7. Juni 1973) ist eine libysche Diplomatin und Juristin. Sie war vom 15. März 2021 bis zu ihrer Entlassung am 28. August 2023 Außenministerin Libyens in der Regierung von Abdul Hamid Dbeibeh. Sie ist die fünfte Frau, die das Amt einer Außenministerin in der arabischen Welt bekleidete.

## Kindheit und Ausbildung
Nadschla al-Mangusch wurde in Cardiff (Wales) in eine aus Libyen stammende Familie mit vier Kindern geboren. Sie wuchs in Benghazi auf, wohin ihre Familie zurückkehrte, als sie sechs Jahre alt war.
Al-Mangusch studierte an der Universität Benghazi Jura und wurde danach ebendort Assistenzprofessorin für Rechtswissenschaften. Sie erhielt ein Fulbright-Stipendium für die USA, wo sie am Center for Justice and Peacebuilding der Eastern Mennonite University in Virginia einen Abschluss erwarb. Anschließend erwarb sie einen Doktortitel in Konfliktanalyse und -lösung an der George Mason University.

## Karriere
Als ausgebildete Expertin für Konfliktlösung war sie Ländervertreterin in Libyen für das United States Institute of Peace. Danach wirkte sie als Programmbeauftragte für Friedenskonsolidierung und traditionelles Recht am „Center for World Religions, Diplomacy and Conflict Resolution“ in Arlington, Virginia. Während der Revolution in Libyen im Jahr 2011 leitete sie die Abteilung für öffentliches Engagement des Nationalen Übergangsrats und befasste sich mit einer zivilgesellschaftlichen Organisation Libyens.
Am 15. März 2021 wurde sie Außenministerin im Kabinett von Abdul Hamid Dbeiba als Teil der Regierung der nationalen Einheit.
Sie war die erste Außenministerin Libyens und nach Naha Mint Mouknass (2009–2011), Vatma Vall Mint Soueina (2015) aus Mauretanien, Fawzia Yusuf H. Adam (2012–2014) aus Somalia und Asma Mohamed Abdalla (2019–2020) aus dem Sudan die fünfte Frau, die ein solches Amt in der arabischen Welt bekleidete. Bereits im Mai 2021 geriet sie unter Druck, nachdem sie die Türkei aufgefordert hatte, entsprechende UN-Resolutionen einzuhalten und türkische Truppen und Söldner aus Libyen abzuziehen. Am 6. November 2021 suspendierte der Präsidialrat al-Mangusch und warf ihr vor, ihre Außenpolitik ohne Abstimmung mit dem Präsidialrat zu betreiben. Premierminister Abdul Hamid Dbeiba bestritt das Recht des Präsidialrats, al-Mangusch zu suspendieren, und erklärte, die Ernennung oder Suspendierung von Ministern in seiner Regierung stehe ausschließlich ihm zu.
Nach dem Bekanntwerden des Treffens zwischen al-Mangusch und ihrem israelischen Gegenüber, Außenminister Eli Cohen, in Italien am 27. August 2023 wurde sie erneut suspendiert und eine Untersuchung gegen sie eingeleitet. Die beiden hatten sich in Rom getroffen, um über humanitäre Hilfe von Seiten Israels, gemeinsame Projekte bei der Wasserversorgung und in der Landwirtschaft sowie über eine mögliche Kooperation der beiden Staaten zum Schutz jüdischer Stätten in Libyen zu sprechen. Das Gespräch vom Mittwoch sei vom italienischen Außenminister Antonio Tajani vermittelt worden, habe aber nicht in der Farnesina, dem Sitz des italienischen Außenministeriums, sondern an einem „neutralen und diskreten Ort“ in Rom stattgefunden. Am folgenden Tag wurde sie aus Dbeibas Kabinett entlassen. Aus Angst um ihre Sicherheit flog sie noch am selben Tag in die Türkei, da die Proteste und Unruhen in Tripolis aufgrund ihres Treffens immer größer wurden.

## Auszeichnungen
Am 7. Dezember 2021 wurde al-Mangusch von der BBC in die Liste „100 Frauen 2021“ aufgenommen.
Im Jahr 2022 erhielt al-Mangusch den International Women of Courage Award des Außenministeriums der Vereinigten Staaten, überreicht von First Lady Jill Biden.